# Велике Казариново
Велике Казариново (рос. Большое Казариново) — село в Большеболдинському районі Нижньогородської області Російської Федерації.
Населення становить 201 особу. Входить до складу муніципального утворення Большеболдинська сільрада.

## Історія
Від 2009 року входить до складу муніципального утворення Большеболдинська сільрада.

## Населення
| 1999 | 2002 | 2010 |
| ---- | ---- | ---- |
| 584  | ↗591 | ↘201 |